# Spilosoma wahri
Spilosoma wahri là một loài bướm đêm thuộc phân họ Arctiinae, họ Erebidae.